# ويرنر إسرائيل
ويرنر إسرائيل عالم فيزيائي ومؤلف وباحث، وبروفيسور في جامعة فيكتوريا، ولد في 4 أكتوبر عام 1931 م في برلين، ونشأ في كيب تاون بجنوب أفريقيا، وقد حصل على درجة البكالوريوس. في عام 1951 م وبعد ذلك حصل على الماجستير في عام 1954 م من جامعة كيب تاون. ثم ذهب للحصول على درجة الدكتوراه في عام 1960 م من كلية الثالوث في دبلن.
في عام 1990، مع إريك بواسون، كان إسرائيل رائدًا في دراسة التصاميم الداخلية للثقب الأسود، واكتشف، بعد اقتراح روجر بنروز، ظاهرة التضخم الشامل (الذي لا ينبغي الخلط بينه وبين التضخم الكوني)، وهو زميل في برنامج علم الكونيات التابع للمعهد الكندي للبحوث المتقدمة. حتى تقاعده في عام 1996 م كان أستاذا في قسم الفيزياء في جامعة ألبرتا. وفي عام 1996 م عين أستاذا مساعدا للفيزياء وعلم الفلك في جامعة فيكتوريا. جنبا إلى جنب مع ستيفن هوكينج، حيث قام بتطويع مجلدين.

## الأوسمة والجوائز
- 1972 م: زميل الجمعية الملكية في كندا
- 1974 م-1975 م: شيرمان فيرشيلد - باحث متميز، مهعد كاليفورنيا للتقنية
- 1981 م: ميدالية الإنجاز في الفيزياء من الرابطة الكندية للفيزيائيين
- 1983 م: جائزة جامعة ألبرتا للأبحاث في العلوم الطبيعية والهندسة
- 1984 م: جائزة إسحاق والتون كيلام التذكارية
- 1986 م: زميل الجمعية الملكية بلندن
- 1986 م-1991 م: زميل باحث أول في المعهد الكندي للبحوث المتقدمة
- 1994 م: تم منحه وسام كندا